# Arbeiterinnenblatt
Das Arbeiterinnenblatt war eine österreichische Zeitschrift, die von 1914 bis 1917 in Wien erschien. Jährlich kamen zwischen drei und vier Ausgaben heraus, Herausgeber war der Verband der katholischen Arbeiterinnenvereine der Erzdiözese Wien. Das Arbeiterinnenblatt führte den Titelzusatz Mitteilungen der katholischen Arbeiterinnenvereine.